# Santa María Tlalixtac
Santa María Tlalixtac är en ort i Mexiko.   Den ligger i kommunen Santa María Tlalixtac och delstaten Oaxaca, i den sydöstra delen av landet, 300 km sydost om huvudstaden Mexico City. Santa María Tlalixtac ligger 1 204 meter över havet och antalet invånare är 852.
Terrängen runt Santa María Tlalixtac är huvudsakligen bergig, men västerut är den kuperad. Runt Santa María Tlalixtac är det glesbefolkat, med 17 invånare per kvadratkilometer. Närmaste större samhälle är San Bartolomé Ayautla, 11,6 km nordost om Santa María Tlalixtac. I omgivningarna runt Santa María Tlalixtac växer i huvudsak städsegrön lövskog.